# Barleria samhanensis
Barleria samhanensis är en akantusväxtart som beskrevs av Knees, A.G.Mill. och A.Patzelt. Barleria samhanensis ingår i släktet Barleria och familjen akantusväxter. Inga underarter finns listade i Catalogue of Life.